# فاني بريت
فاني إنجيبورج ماتيلدا بريت (بالسويدية: Fanny Brate)‏، (1861-1940) كانت رسامة سويدية. تخصصت في مشاهد التنوع، التي تضم العائلات، والتي غالباً ما يُستشهد بها كمصدر إلهام لأعمال مماثلة قام بها كارل لارسون .

## السيرة الشخصية

المرأة العجوز العمياء

فاني بريت هي ابنة يوهان فرانس غوستاف أوسكار إيكوم (1832-1894) ، كاتب في منزل الأمير أوسكار، دوق أوسترجوتلاند (لاحقًا، الملك أوسكار الثاني ) ، وقد وُلدت في قصر أرففورستين . من عام 1868 إلى عام 1877 ، درست في مدرسة للبنات، تلتها دروس الرسم في مدرسة الفنون والحرف . أصبحت طالبة بدوام كامل هناك من عام 1878 إلى عام 1879. في تلك السنة، بدأت في أخذ دروس من أغوسنس في الأكاديمية الملكية السويدية للفنون الجميلة .  في عام 1885 ، حصلت على الميدالية السويدية الملكية عن لوحة لنفسها محاطة بأطفال المدارس.
في عام 1887 ، وبمساعدة منحة سفر من الأكاديمية الملكية، التحقت بأكاديمية كولاروسي في باريس. في وقت لاحق من ذلك العام، تزوجت من عالم الجراثيم، إريك بريت . كان لديهم أربع بنات. ابنتهم الثانية تورون، أصبح رسامًا أيضًا.  واصلت القيام برحلات دراسية في جميع أنحاء أوروبا الغربية، بما في ذلك زيارة لمعرض المعارض (1889) . بحلول نهاية القرن، كانت قد تبنت أساليب انطباعية وانضمت إلى رسامين سكاجين . العديد من أعمالها تصور أطفالها. كما ألهمها تربيتها لهم لوضع رسومات لكتب الأطفال، مثل Mormors eventyr (حكايات الجدة) والمشاركة في النقاش الدائر حول التعليم.
في عام 1891 ، أصبحت عضواً في رابطة الفنانين السويديين.
أقام المتحف الوطني معرضًا تذكاريًا لأعمالها المجمعة في عام 1943.  ويمكن أيضا أن مشاهدة أعمالها في موسيت Nordiska  و GÖTEBORGS konstmuseum 

## لوحات مختارة

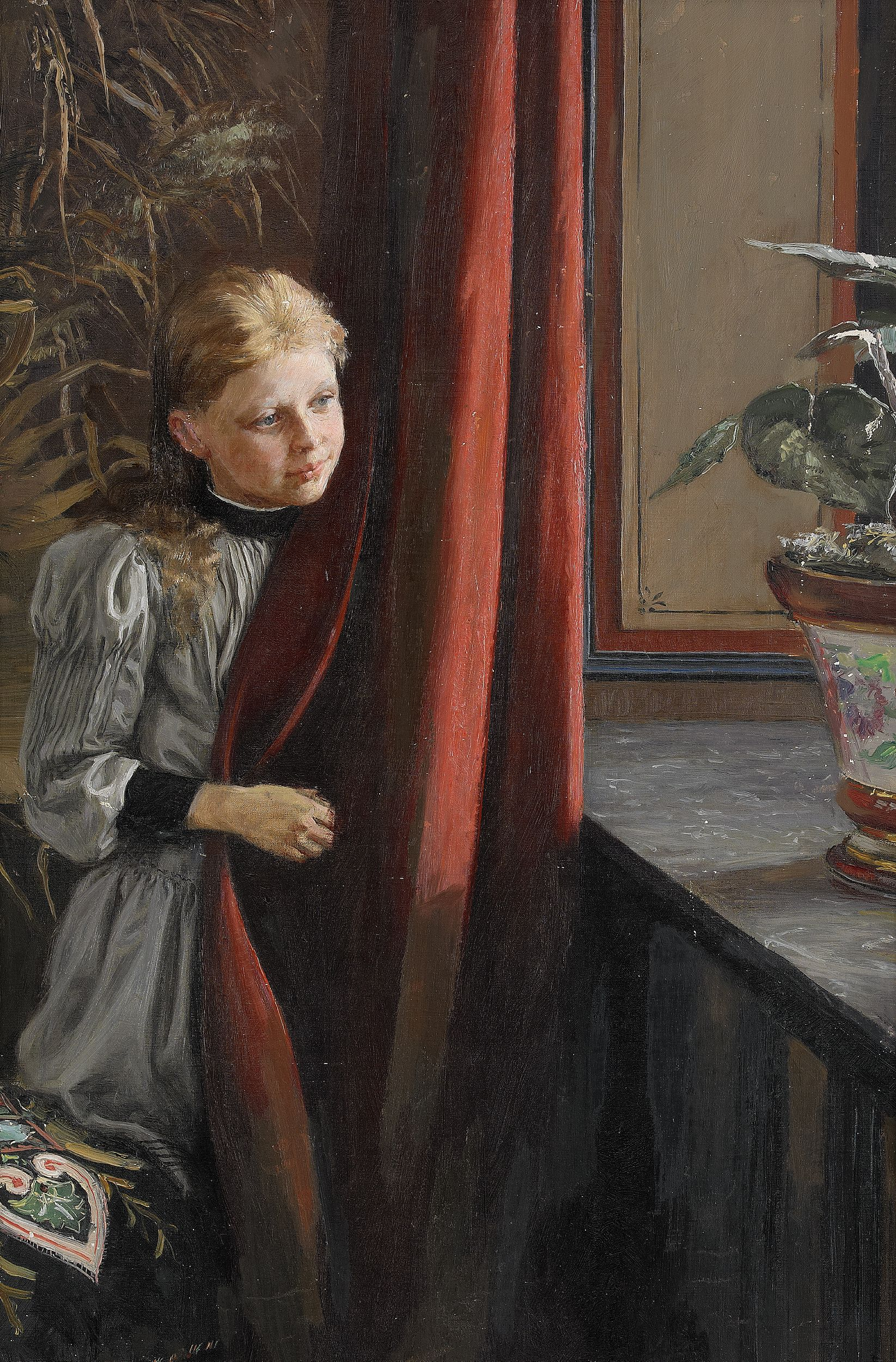
فتاة في النافذة
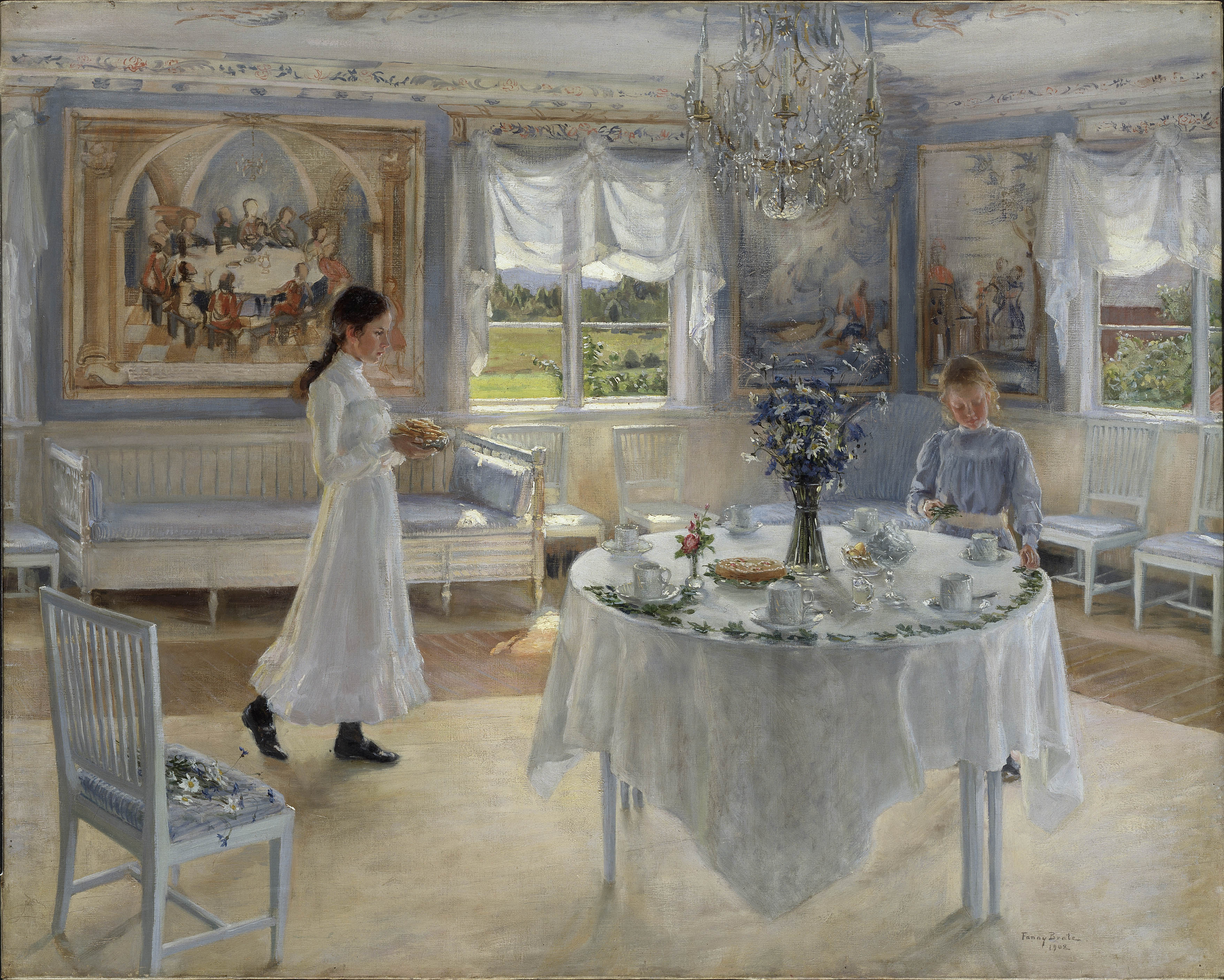
يوم الإسم
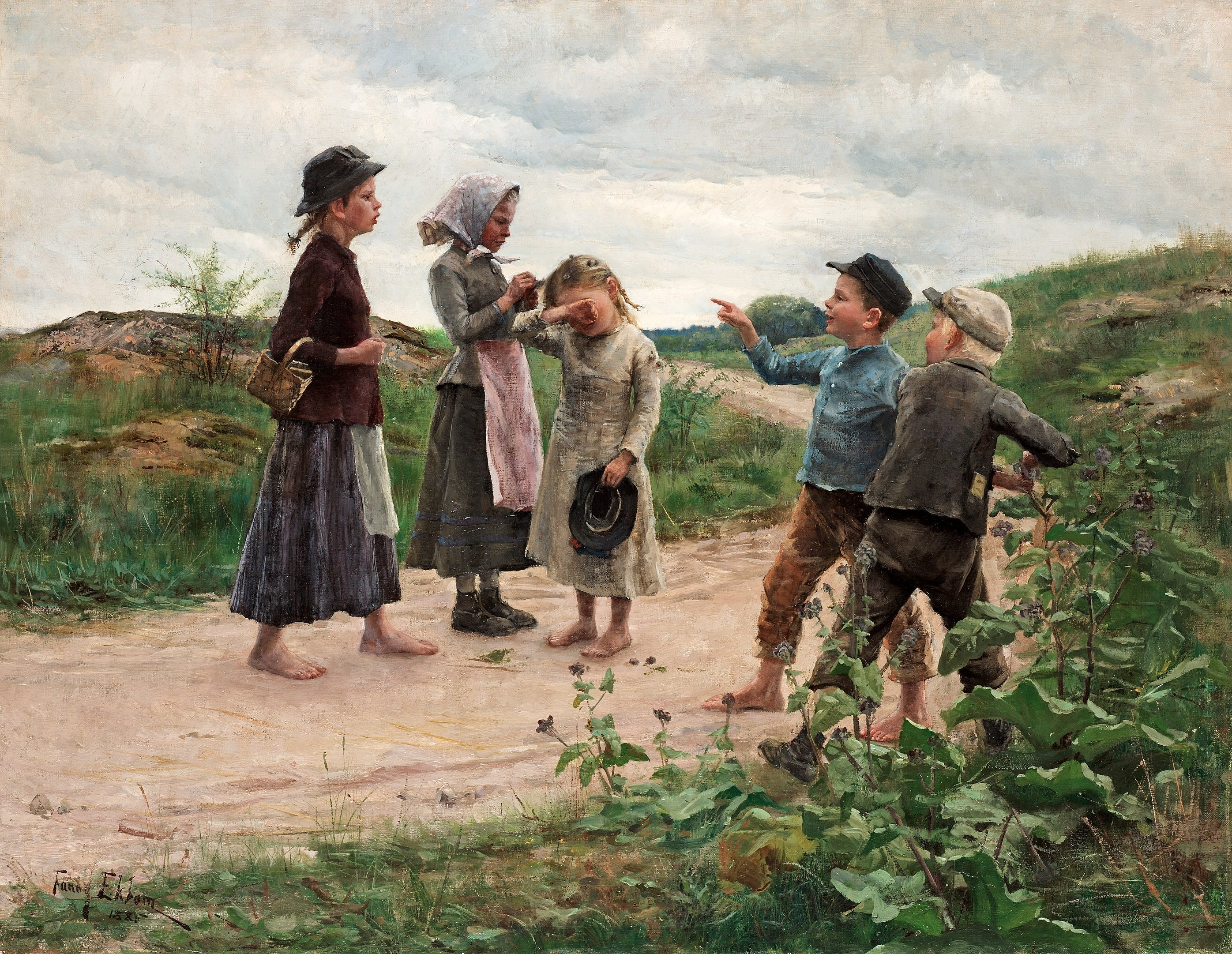
إغاظة
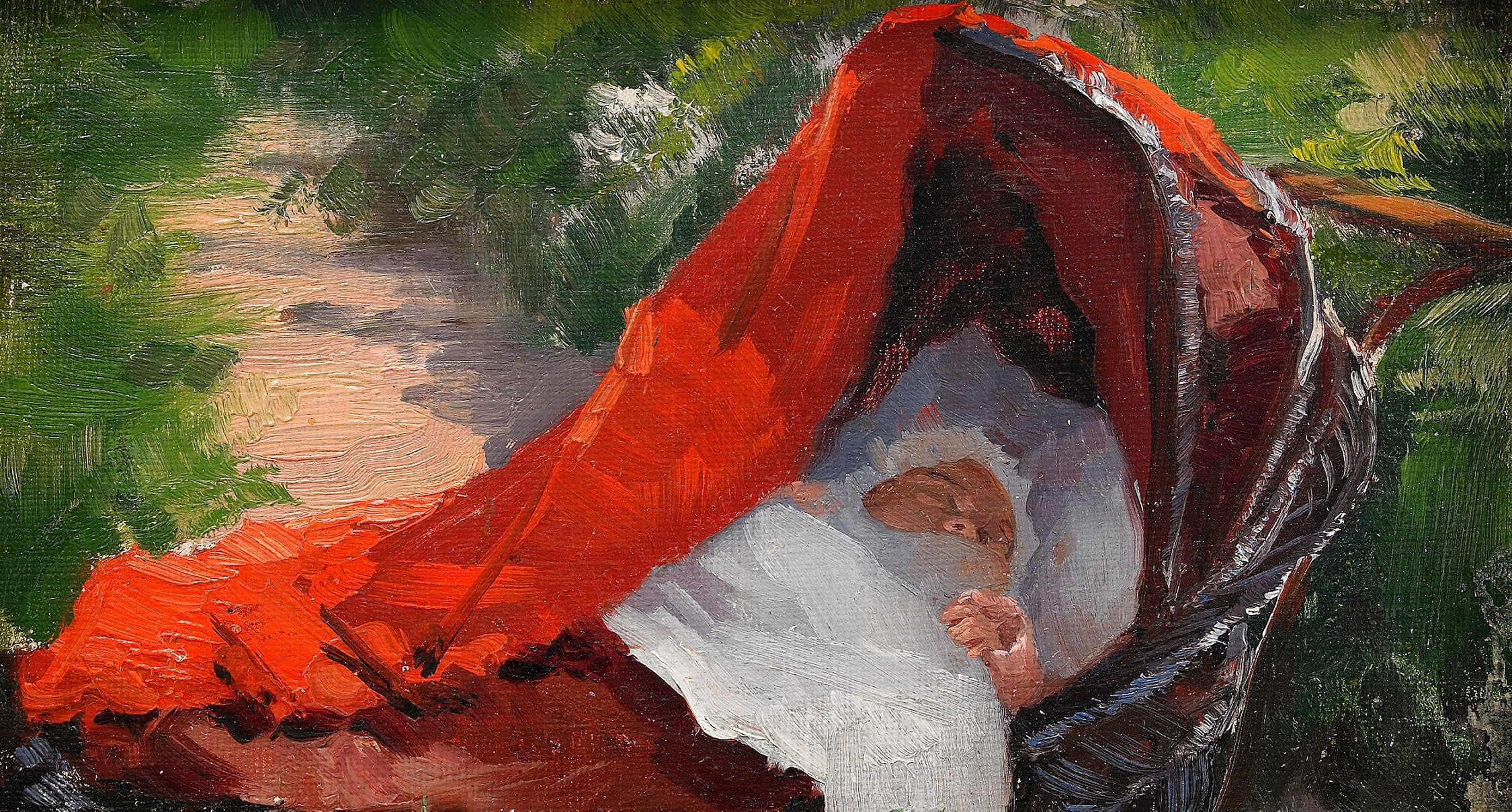
"النوم حلو جدا"

## روابط خارجية
- السيرة الذاتية ل @ Svenskt Biografiskt Lexikon
- المزيد من الأعمال بواسطة Brate @ ArtNet